# Encarsia asterobemisiae
Encarsia asterobemisiae är en stekelart som beskrevs av Gennaro Viggiani och Mazzone 1980. Encarsia asterobemisiae ingår i släktet Encarsia och familjen växtlussteklar.
Artens utbredningsområde är Italien. Inga underarter finns listade i Catalogue of Life.